# Бурдяківська сільська рада
Бурдя́ківська сільська́ ра́да — адміністративно-територіальна одиниця та орган місцевого самоврядування в Борщівському районі Тернопільської області. Адміністративний центр — село Бурдяківці.

## Загальні відомості
- Територія ради: 5,583 км²
- Населення ради: 1 204 особи (станом на 2001 рік)

## Населені пункти
Сільській раді були підпорядковані населені пункти:
- с. Бурдяківці
- с. Дубівка
- с. Збриж

## Населення
Згідно з переписом УРСР 1989 року чисельність наявного населення сільської ради становила 1362 особи, з яких 611 чоловіків та 751 жінка.
За переписом населення України 2001 року в сільській раді мешкали 1203 особи.

### Мова
Розподіл населення за рідною мовою за даними перепису 2001 року:
| Мова       | Відсоток |
| ---------- | -------- |
| українська | 99,58 %  |
| російська  | 0,17 %   |
| білоруська | 0,08 %   |
| угорська   | 0,08 %   |

## Склад ради
Рада складалася з 16 депутатів та голови.
- Голова ради:
- Секретар ради: Каськів Марія Іванівна

### Керівний склад попередніх скликань
| Прізвище, ім'я, по батькові | Основні відомості                                                   | Дата обрання | Дата звільнення |
| --------------------------- | ------------------------------------------------------------------- | ------------ | --------------- |
| Лобода Ігор Георгійович     | Сільський голова, 1963 року народження, член Народного Руху України | 26.03.2006   | 31.10.2010      |

Примітка: таблиця складена за даними сайту Верховної Ради України

### Депутати
За результатами місцевих виборів 2010 року депутатами ради стали:

#### За суб'єктами висування
| Суб'єкт висування           | Кількість обраних депутатів | %    |
| --------------------------- | --------------------------- | ---- |
| Самовисування               | 11                          | 68,8 |
| Українська Народна Партія   | 4                           | 25   |
| Комуністична партія України | 1                           | 6,3  |

#### За округами
| № округу                    | Прізвище, ім'я, по батькові     | Дата визнання обраним | Освіта             | Партійна приналежність           | Відомості про обраного депутата                                   |
| --------------------------- | ------------------------------- | --------------------- | ------------------ | -------------------------------- | ----------------------------------------------------------------- |
| Комуністична партія України |                                 |                       |                    |                                  |                                                                   |
| 2                           | Пухайло Ольга Миколаївна        | 02.11.2010            | середня            | позапартійна                     | тимчасово не працює                                               |
| Українська Народна Партія   |                                 |                       |                    |                                  |                                                                   |
| 4                           | Малюга Надія Іванівна           | 02.11.2010            | вища               | член Української Народної Партії | тимчасово не працює                                               |
| 7                           | Лукашів Володимир Ярославович   | 02.11.2010            | вища               | член Української Народної Партії | тимчасово не працює                                               |
| 8                           | Березок Андрій Михайлович       | 02.11.2010            | середня спеціальна | член Української Народної Партії | ПАП «Дзвін», сезонний робітник                                    |
| 13                          | Гриба Ігор Романович            | 02.11.2010            | середня спеціальна | член Української Народної Партії | ПАП «Дзвін», тракторист                                           |
| Самовисування               |                                 |                       |                    |                                  |                                                                   |
| 1                           | Лесіцька Ольга Іванівна         | 02.11.2010            | вища               | позапартійна                     | ПАП «Дзвін», сезонний робітник                                    |
| 3                           | Онуфріїв Іван Іванович          | 02.11.2010            | середня спеціальна | позапартійний                    | тимчасово не працює                                               |
| 5                           | Ханевич Михайло Іванович        | 02.11.2010            | вища               | позапартійний                    | Бурдяківський будинок культури, директор                          |
| 6                           | Маліновська Марія Володимирівна | 02.11.2010            | вища               | позапартійна                     | тимчасово не працює                                               |
| 9                           | Репетівська Ольга Іванівна      | 02.11.2010            | вища               | позапартійна                     | Борщівський райвідділ земельних ресурсів, спеціаліст ІІ категорій |
| 10                          | Гаврилюк Григорій Юліанович     | 02.11.2010            | вища               | член Народної партії             | ПП «Пролісок 0», лісоруб                                          |
| 11                          | Лучко Галина Романівна          | 02.11.2010            | вища               | позапартійна                     | Бурдяківська сільська рада, бухгалтер                             |
| 12                          | Лесіцький Михайло Павлович      | 02.11.2010            | вища               | позапартійний                    | Бурдяківський магазин «ТЕКО», продавець                           |
| 14                          | Корнійчук Людмила Львівна       | 02.11.2010            | вища               | позапартійна                     | Бурдяківське поштове відділення, листоноша                        |
| 15                          | Патуляк Галина Максимівна       | 02.11.2010            | середня спеціальна | позапартійна                     | тимчасово не працює                                               |
| 16                          | Каськів Марія Іванівна          | 02.11.2010            | вища               | позапартійна                     | Бурдяківська сільська рада, секретар                              |